# معسكر الإعتقال هينزرت
هينزرت ( SS-Sonderlager Hinzert أو Konzentrationslager / KZ Hinzert ) معسكر اعتقال ألماني يقع في راينلاند بالاتينات، ألمانيا، 30 كم من الحدود لوكسمبورغ.
بين عامي 1939 و1945، تم سجن 13600 سجين سياسي تتراوح أعمارهم بين 13 و80 عامًا في هينزرت. وكان الكثير منهم في طريقهم نحو معسكرات الاعتقال الأكبر حيث سيقتل معظمهم. ومع ذلك، أُعدم عدد كبير من السجناء في هينزرت. كان المخيم يديره ويحرسه بشكل أساسي قوات الأمن الخاصة، الذين، وفقًا للناجين من هينزرت، كانوا يشتهرون بوحشيتهم وشرورهم. 

## الموقع والتخطيط

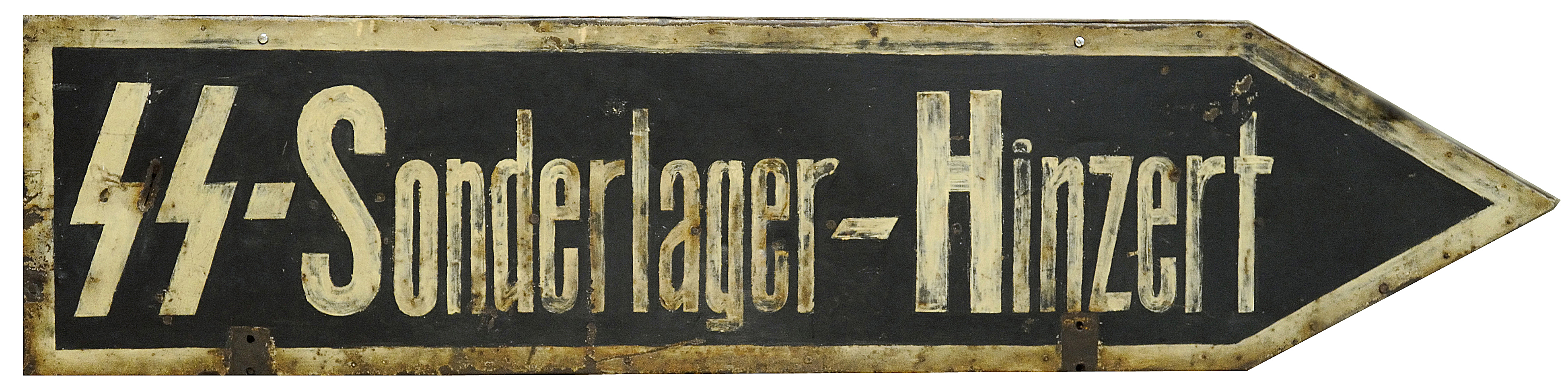
علامة طريق تاريخية في معسكر اعتقال هينزرت. تمثل العلامة حاليًا جزءًا من المعرض الدائم في متحف المقاومة الوطني في إيش سور ألزيت، لوكسمبورغ.

يقع على هضبة Hochwald، ويطل على سلسلة جبال Hunsrück، تم تسمية معسكر اعتقال هينزرت على اسم أقرب قرية، تسمى الآن Hinzert-Pölert. على ارتفاع 550 متر، تتعرض الهضبة إلى الكثير من الرطوبة والرياح والأمطار القوية والضباب ودرجات الحرارة الجليدية في فصل الشتاء. كان المخيم محاطًا بغابة صنوبرية وفرت خشبًا لبناء المخيم وصيانته. 
أدى طريق الوصول الذي تحد أولاً مقبرة الأسرى إلى منطقة أولى تحرسها قوات الأمن الخاصة. كانت هذه المنطقة تحوي سبعة أكواخ، وهي وظيفة الحارس، مخيم Kommandantur، مرآب لتصليح السيارات، وورش العمل، والضباط. تم تزيين هذه المنطقة بترتيبات الأزهار والحديقة. تم احتجاز السجناء في منطقة أخرى تبلغ مساحتها حوالي 200 متر بحلول 200 متر، ويحدها سياج من الأسلاك الشائكة بارتفاع 3 أمتار مع أبراج مراقبة. احتوت منطقة الأسرى أيضًا على أماكن إقامة قائد المعسكر وورشة الملابس ومنطقة النجار ومنطقة الحجر الصحي والمشرحة ومنطقة التطهير و «مرحاض» حيث تم الاحتفاظ بممتلكات السجناء. 

## النصب التذكاري

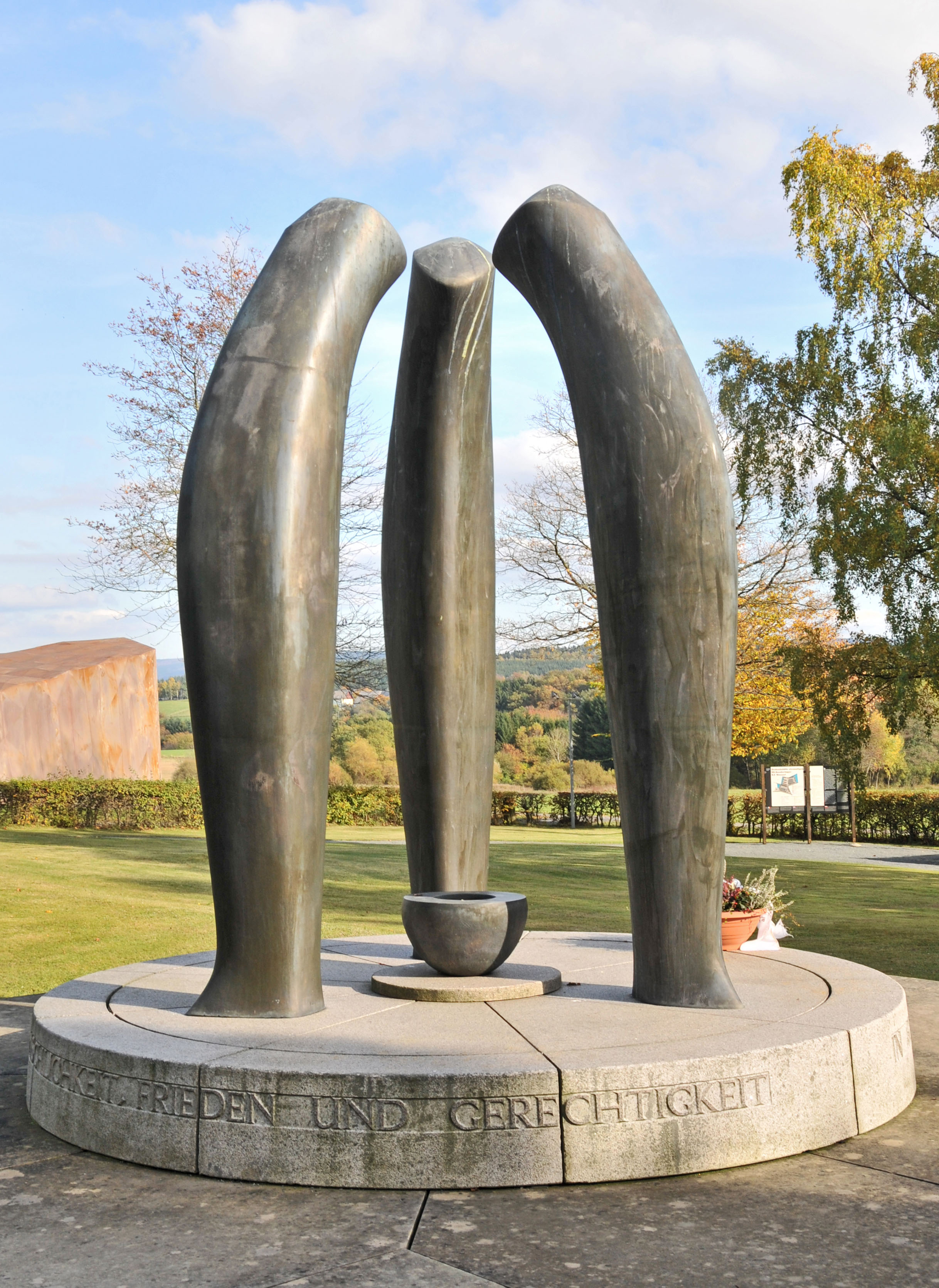
نصب برونزي من لوسيان ويركولييه في معسكر الاعتقال في هينزرت.

يكرم النصب التذكاري البرونزي لنحات لوكسمبورغ لوسيان ويركولييه السجناء والذين قُتلوا في المعسكر. 
في 10 ديسمبر 2005، تم افتتاح مركز تذكاري ووثائق في موقع معسكر الاعتقال السابق. صممه المهندس المعماري Wandel Hoefer Lorch & Hirsch، يضم المبنى العصري الفولاذي معرضًا دائمًا لأدوات المعسكرات والصور وملاحظات توضيحية. 